# 约翰·布罗米奇
约翰·布罗米奇（英語：John Bromwich，1918年11月14日—1999年10月21日），澳大利亚男子网球运动员。他曾获得澳大利亚网球公开赛男子单打冠军、男子双打冠军、混合双打冠军、温布尔登网球锦标赛男子双打冠军、混合双打冠军、美国网球公开赛男子双打冠军、混合双打冠军。